# Audiëntie (hoorspel)
Audiëntie is een hoorspel naar het toneelstuk Audience (1975) van Václav Havel. Het werd in 1976 door de Westdeutscher Rundfunk als hoorspel uitgezonden onder de titel Audienz. Kees de Vries  vertaalde het en de NCRV zond het uit op maandag 22 mei 1978, van 22:19 uur tot 23:00 uur. De regisseur was Ab van Eyk.

## Rolbezetting
- Piet Römer (brouwmeester)
- Erik Plooyer (Vanek)

## Inhoud
Havel, een van de ondertekenaars en woordvoerders van Charta 77 werd sinds de Praagse Lente, ten gevolge van zijn politiek engagement, gedwongen om als ongeschoold arbeider in een brouwerij de kost te verdienen. Het is niet moeilijk om in een van de beide hoofdpersonen uit het spel – een toneelschrijver die als arbeider in een brouwerij zijn brood verdient – Havel zelf te ontdekken. Zijn tegenspeler is de brouwmeester, die hem op een dag voor een gesprek onder vier ogen op zijn kantoor heeft laten komen. Beide mannen weten niet goed wat ze aan elkaar hebben. De brouwmeester is voorzichtig uit op een grotere vertrouwelijkheid, de schrijver houdt zich wat op de vlakte. Ten slotte komen de eigenlijke tegenstellingen toch aan het licht: de brouwmeester als exponent van een bevolkingsgroep die geen andere keus heeft gehad dan zich zwijgend te conformeren aan de harde maatschappelijke en politieke feiten, en de schrijver als representant van hen die er principes op na kunnen houden en die de aandacht op zich weten te vestigen…